# Фабіо Бальде
Фабіо Амаду Урі Бальде (порт. Fabio Amadu Uri Baldé, нар. 20 липня 2005, Гамбург, Німеччина) — німецький футболіст, вінгер клубу «Гамбург».

## Ігрова кар'єра

### Клубна
Фабіо Бальде почав займатися футболом в академіях клубів зі свого рідного міста Гамбург. У 2020 році він приєднався до молодіжної команди «Гамбурга». У 2023 році Бальде перейшов до резервної команди «Гамбург ІІ», що виступала в Регіональній лізі. В січні 2024 року футболіст почав тренуватися з основною командою. 2 серпня 2024 року у грі проти «Кельна» Бальде дебютував у першій команді в турнірі Другої Бундесліги.
У вересні 2024 року футболіст підписав з клубом довготривалий контракт до 2029 року.

### Збірна
Батько Фабіо є вихідцем з Гвінеї-Бісау. Його мати — португальського походження. Сам Фабіо до 19 років мав португальське громадянство. Тільки в жовтні 2024 року він отримав німецький паспорт. І того ж місяця його викликали на матчі юнацької збірної Німеччини (U-20).